# Märta Claesson
Märta Claesson, född Malmsten-Öbom 13 november 1879 i Skärv, Västergötland, död 6 mars 1950 i Engelbrekts församling, Stockholm, var en svensk skådespelare.
Claesson debuterade 1925 i Erik A. Petschlers Öregrund-Östhammar och kom att medverka i totalt fem filmer. Större roller hade hon i Lyckobarnen (1926) och Flickan från Värmland (1931).

## Filmografi
- 1925 – Öregrund-Östhammar
- 1926 – Bröllopet i Bränna
- 1926 – Lyckobarnen
- 1931 – Flickan från Värmland
- 1933 – Hemliga Svensson